# Вулиця Степана Бандери (Дніпро)
Вулиця Степана Бандери — вулиця у місті Дніпро у близ Фабрики Центрального району та у Підгірній й Робітничій слобідках Чечелівського району. Вулиця є продовженням вулиці Княгині Ольги. Починається від проспекту Дмитра Яворницького та  закінчується, вливаючись у вулицю Савченко. Довжина вулиці — 1700 м. З парку Лазаря Глоби на вулицю Степана Бандери веде пішохідна алея.

## Історія
За Половиці, наприкінці XVIII століття тут були непрохідні лісові хащі. Сучасною вулицею Степана Бандери пролягала західна межа маєтку Лазаря Глоби. Близько 1793 року Лазар Глоба помер, а місцевість передали Катеринославській казенній суконній фабриці. Першою будівлею на вулиці став будинок директора фабрики, побудований у 1795 році.
У 1873 році ділянку будинку директора фабрики зайняв пивоварний завод Боті — одне з найбільших підприємств Катеринослава. Дотепер збереглися його корпус й димова труба. На фасаді будівлі на розі проспекту Дмитра Яворницького самотня каріатида — жіноча напівфігура під карнизом на вікні другого поверху. За радянських часів в одному з будинків заводу Боті розташовувався готель з назвою «Будинок колгоспника».
Вулиця Степана Бандери виникла у 1870-х роках, коли Катеринослав стрімко розбудовувався у західному напрямку. Первинна назва вулиці — Гімнастична, що пов'язана з гімнастичним залом, який був побудований у 1900 році, згодом перебудований у 1906—1907 роках на Зимовий театр (театр Горького). Але назва вулиці зафіксовано ще у 1880-х роках, на 20 років раніше ніж побудови залу-театру.
11 липня 1934 року вулиця отримала ім'я відомого радянського академіка, дослідника Паміру й Арктики Отто Шмідта.
На плані Катеринослава 1885 року це місце було позначено як Болотна площа. 16 квітня 1885 року міська Дума вперше виділила місця для пристрою м'ясних крамниць. Так був утворений центральний базар «Озерка». За радянських часів вона називалася «Центральний колгоспний ринок». У 1964 році побудований великий критий корпус ринку. У 1960 році біля входу у ринок був відкритий кінотеатр «Факел», який проіснував до кінця 1990-х років (наразі його приміщення займають крамниці).
Будівля старого цирку розташована навпроти «Озерки» — масивна будівля з великим куполом і шпилем споруджена у 1960 році у типовому постсталінському стилі без «архітектурних надлишків». Цирк працював тут до будівництва у 1980 році нової будівлі на Січеславській Набережній. В старому цирку залишалися спортивні організації (наразі будівля з усіх боків оточена торговими кіосками, наметами).
Вище «Озерки» на вулиці Шмідта розташована Підгірна слобідка. Це був центр незаконного будівництва, самозахоплення, мав погану, кримінальну славу.
На розі зі Старокозацькою вулицею близько ста років розміщувався пологовий будинок — одноповерхова, протяжна будівля кінця XIX сторіття з елементами «цегляного» і «неоруського» стилів. Будинок мав значення як пам'ятник архітектури і як місце народження тисяч городян. У 2010 році він був знесений.
Останнє значуще спорудження нижньої частини вулиці — лікеро-горілчаний завод на розі проспекту Пушкіна. Він заснований у 1897 році як винний склад, а за радянських часів перетворений в повнофункціональне підприємство. Ще можна помилуватися зразками промислової архітектури рубежу XIX—XX  століть. Скоро, напевно, цей завод розділить долю багатьох будівель минулої епохи.
Гімнастична вулиця починалася з пивного заводу Боте й закінчувалася винним складом й заводом.
На розі Шмідта з Боброва у 2009 році зведено торгівельно-розважальний центр «Приозерний» з 6 наземними й одним підземним поверхами загальної площею 31790 м² з торговою площею — 21000 м²; 320 парковок (140 парковок у підземному гаражі).
21 вересня 2022 року вулицю Шмідта перейменовано на вулицю Степана Бандери.

## Перехресні вулиці

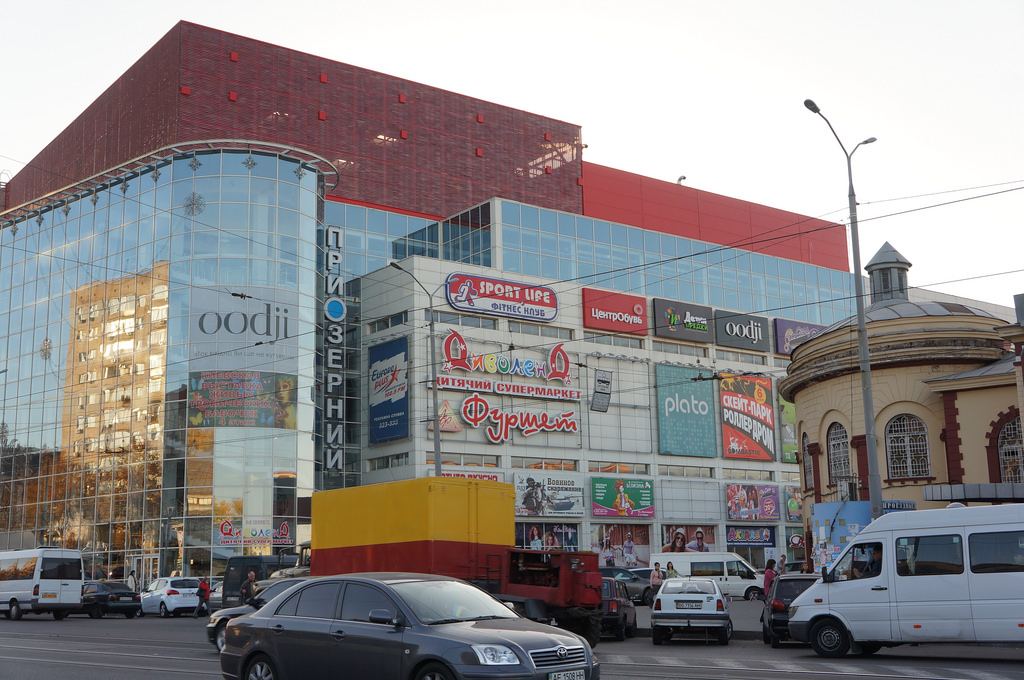
Торговий центр «Приозерний», зведений у XXI сторітті на розі Степана Бандери та Боброва

- вулиця Княгині Ольги,
- проспект Дмитра Яворницького,
- вулиця Боброва,
- Талліннська вулиця,
- Старокозацька вулиця,
- проспект Лесі Українки,
- вулиця Володимира Антоновича,
- Кавалерійська вулиця,
- вулиця Бардіна,
- Тамбовська вулиця,
- вулиця Юрія Савченко.

## Будівлі

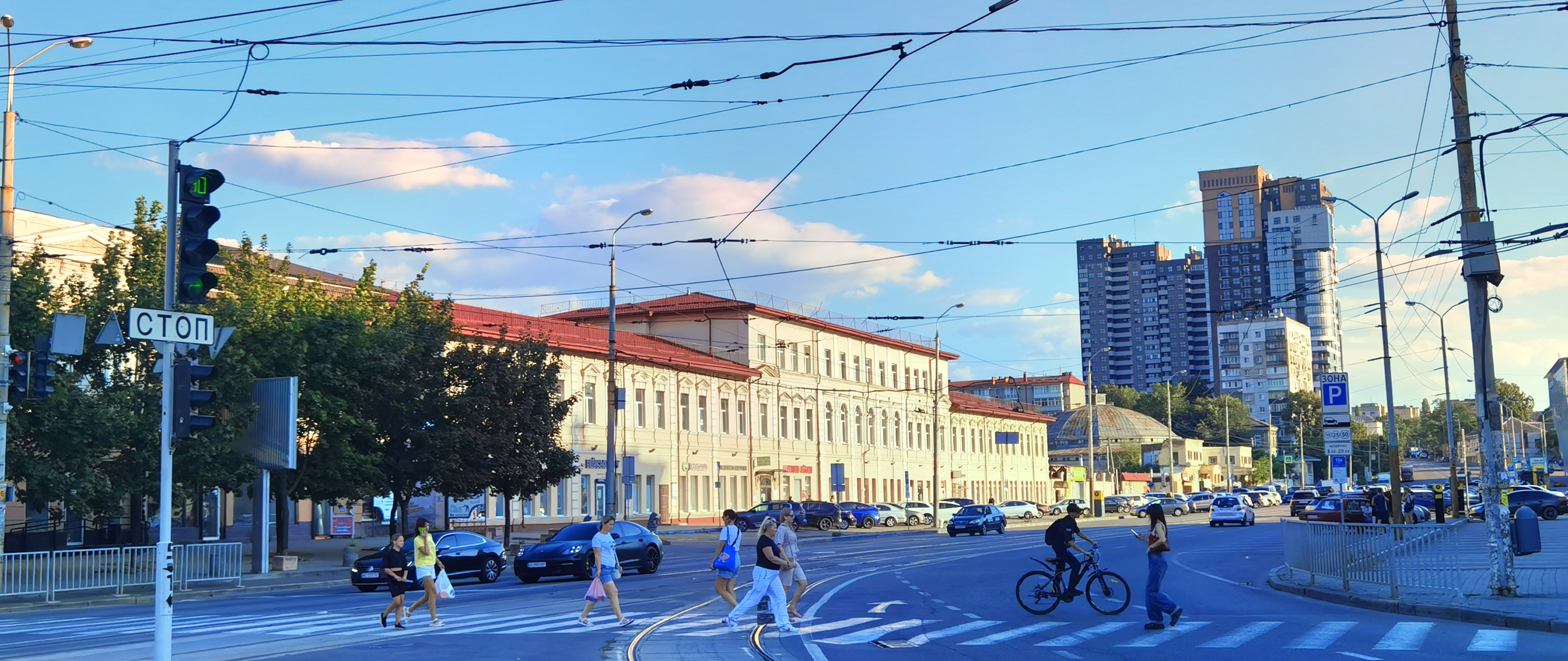
Вул. Бандери. Краєвид на будівлю старої пивоварні Боте та старий цирк

- № 1 — колишня будівля корпусу № 2 Пивзаводу Боте,
- № 2/4 — критий ринок «Озерка»; магазин взуття «Чобіток»,
- № 3б — Продуктовий магазин «Шинкар»,
- № 5 — ПАТ «Дніпрометробуд»,
- № 7 — будівля старого міського цирку,
- № 13 — ЖК «Баку»,
- № 15 — ЖК на Шмідта
- № 16 — Дніпропетровський обласний ТЦК,
- № 17 — колишній Дніпропетровський лікеро-горілчаний завод,
- № 18 — Дніпровський коледж радіоелектроніки,
- № 22 — Комунальне підприємство «Житлове господарство Чечелівського району»,
- № 23 — занепадаючий будинок революційного поета Михайла Свєтлова,
- № 26 — Корпус Дніпровської лікарні швидкої медичної допомоги,
- № 43а — Дніпропетровський обласний і міський відділи РАЦС.